# Berta Singerman
Berta Singerman Begun (Minsk, Imperio ruso; 9 de septiembre de 1901-Buenos Aires, 10 de diciembre de 1998) fue una cantante y actriz argentina.

## Biografía
Berta Singerman nació en una familia [[judía]} de Minsk, cuando estaba bajo el poder del Imperio ruso, en la actual Bielorrusia. Sus padres emigraron a Argentina cuando era niña. Desde entonces realizó obras con sus hermanos y vecinos, que ella se encargaba de dirigir. Cuando tenía ocho años, se unió a una compañía que hacía melodramas en yidis, y a los diez años integró un elenco que realizaba obras de August Strindberg. Contrajo matrimonio a los 18 años con el empresario Rubén Stolek. En 1920 debutó en el film mudo La vendedora de Harrods, de Francisco Defilippis Novoa. Más tarde iniciaría sus grabaciones de poemas con la filial argentina de la compañía discográfica Victor Talking Machine. En 1932 fundó y dirigió la compañía del Teatro de Cámara y en la década de 1940 tuvo su propia compañía, con la que puso en escena obras clásicas como La dama del mar, de Henrik Ibsen.

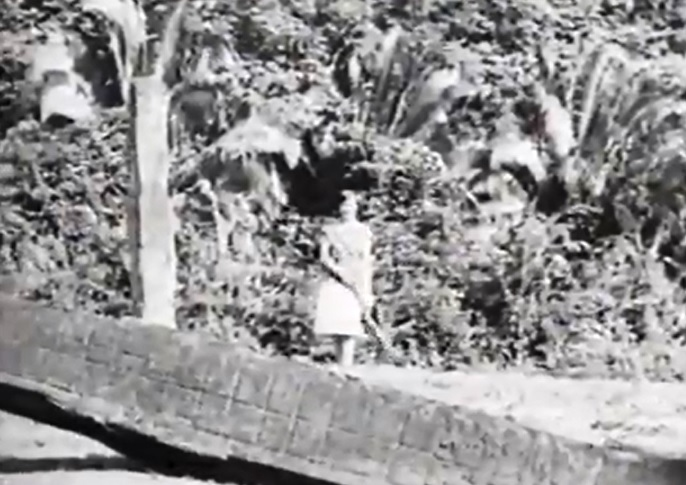
Berta Singerman en las ruinas mayas de Quiriguá en Guatemala en 1923.

En 1942 participó de Ceniza al viento, un film de Luis Saslavsky. Se destacó entonces como rapsoda, y la imitó por Jorge Luz. En la década de 1960 protagonizó el unipersonal Sarah Bernhard en el Teatro Odeón. Su composición más destacada fue La voz humana, de Jean Cocteau, que es considerada la mejor del mundo. Viajó por América y Europa y filmó una película en español en Hollywood, Nada más que una mujer. Continuó con sus recitales hasta mediados de 1980.
En 1945 obtuvo el Primer Premio Municipal como mejor actriz dramática. Entre otras muchas distinciones, en 1967 la Casa de Cultura Americana de México le otorgó el Premio América. En 1962, dio a conocer Poesía universal: selección y repertorio de mi actividad artística. En 1981 publicó sus memorias, Mis dos vidas. En 1991 recibió un Premio Konex.
En sus últimos años residió en un geriátrico del barrio porteño de Palermo, donde falleció el 10 de diciembre de 1998 a los 97 años de un paro cardiorrespiratorio. Su hermana fue la actriz Paulina Singerman y una de sus nietas, Nora Son Germán, tuvo una participación en La caída.

## Filmografía
- La vendedora de Harrod's (1921)
- Nada más que una mujer (1934)
- Ceniza al viento (1942)